# César voor beste actrice
De César voor beste actrice (Frans: César de la meilleure actrice) is de César-filmprijs die jaarlijks wordt uitgereikt aan de beste actrice. Deze César wordt uitgereikt sinds de creatie van de Césars in 1976.
Isabelle Adjani won de César vijfmaal. Isabelle Huppert werd van 1978 tot 2017 in totaal veertienmaal genomineerd voor deze César, maar won hem slechts tweemaal, in 1996 en in 2017. Andere regelmatige genomineerden zijn Catherine Deneuve (13 - ook 2 keer gewonnen), Miou-Miou (10, 1x laureaat), Juliette Binoche (9, 1x laureaat), Isabelle Adjani (8 waarvan dus 5 gewonnen) en Nathalie Baye en Catherine Frot (7 nominaties, respectievelijk 2 en 1 keer gewonnen).

## Laureaten en nominaties

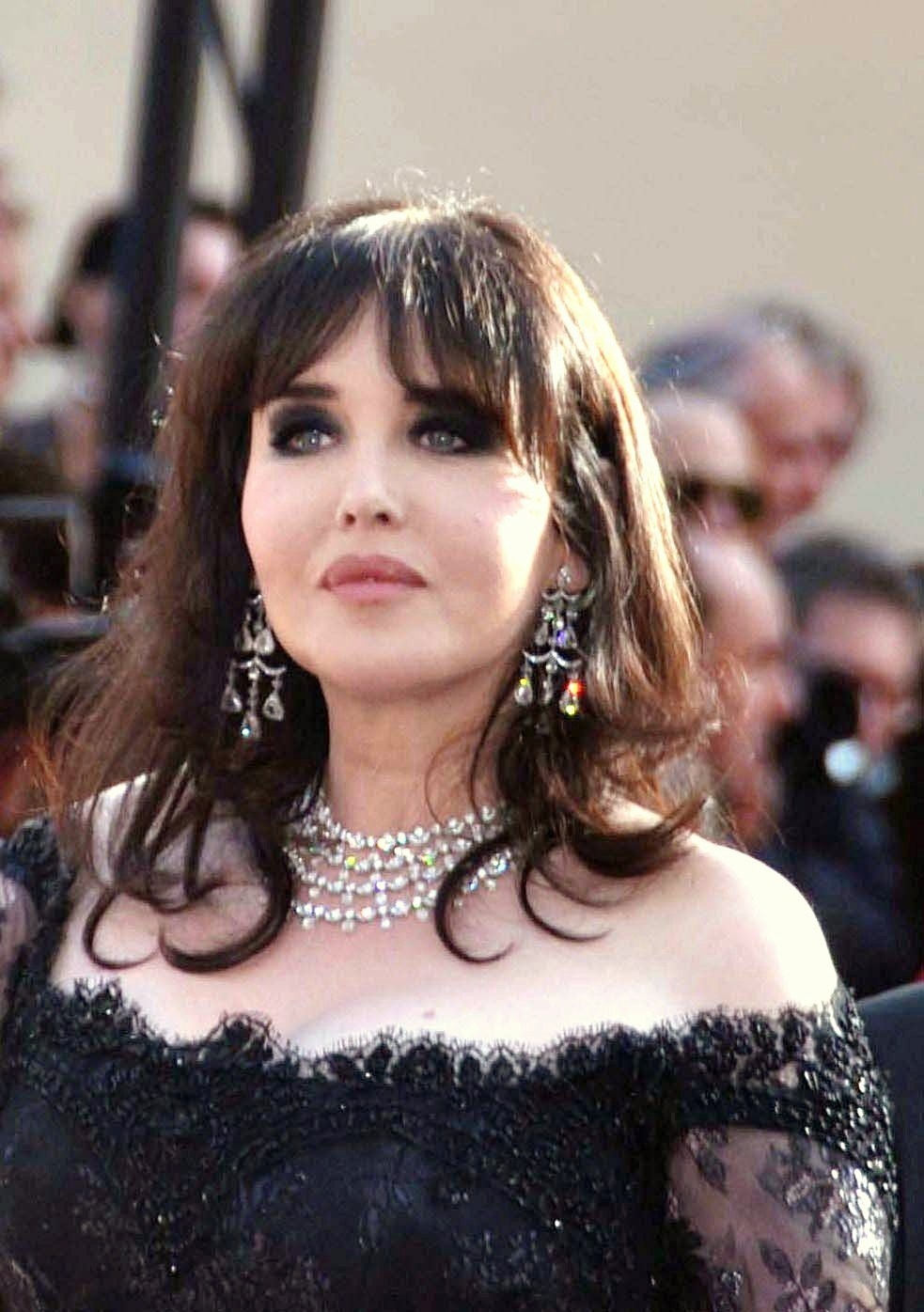
Isabelle Adjani, viermaal winnares

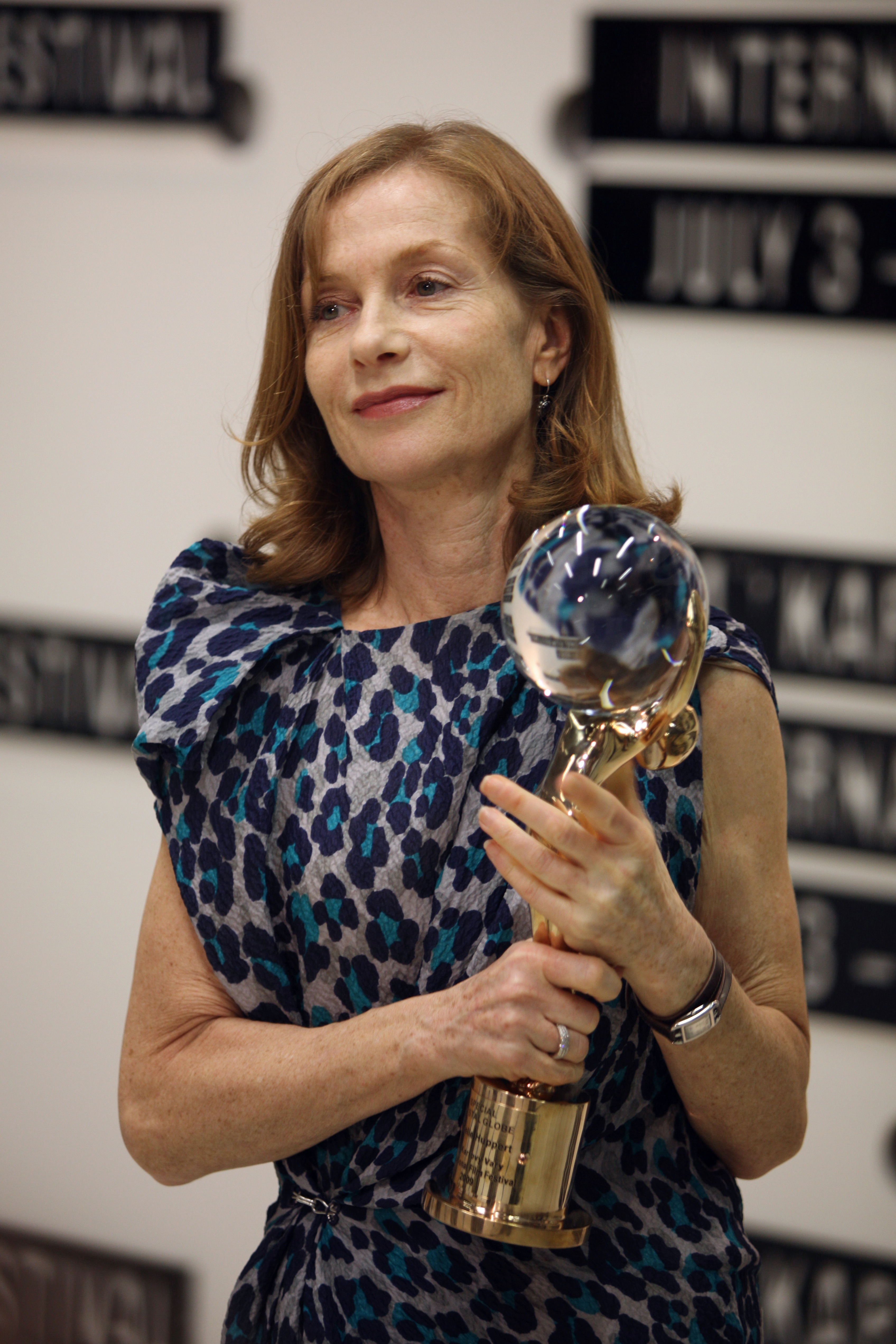
Isabelle Huppert, 12 nominaties

### Jaren 70
- 1976 : Romy Schneider voor L'important c'est d'aimer
  - Isabelle Adjani voor L'Histoire d'Adèle H.
  - Catherine Deneuve voor Le Sauvage
  - Delphine Seyrig voor India Song
- 1977 : Annie Girardot voor Docteur Françoise Gailland
  - Isabelle Adjani voor Barocco 
  - Miou-Miou voor F comme Fairbanks
  - Romy Schneider voor Une femme à sa fenêtre
- 1978 : Simone Signoret voor La vie devant soi
  - Brigitte Fossey voor Les Enfants du placard
  - Isabelle Huppert voor La Dentellière
  - Miou-Miou voor Dites-lui que je l'aime
  - Delphine Seyrig voor Repérages
- 1979 : Romy Schneider voor Une histoire simple
  - Anouk Aimée voor Mon premier amour
  - Annie Girardot voor La Clé sur la porte
  - Isabelle Huppert voor Violette Nozière

### Jaren 80
- 1980 : Miou-Miou voor La Dérobade
  - Nastassja Kinski voor Tess
  - Dominique Laffin voor La femme qui pleure
  - Romy Schneider voor Clair de femme
- 1981 : Catherine Deneuve voor Le Dernier Métro
  - Nathalie Baye voor Une semaine de vacances
  - Nicole Garcia voor Mon oncle d'Amérique
  - Isabelle Huppert voor Loulou
- 1982 : Isabelle Adjani voor Possession
  - Fanny Ardant voor La Femme d'à côté
  - Catherine Deneuve voor Hôtel des Amériques
  - Isabelle Huppert voor Coup de torchon
- 1983 : Nathalie Baye voor La Balance
  - Miou-Miou voor Josepha
  - Romy Schneider voor La Passante du Sans-Souci
  - Simone Signoret voor L'Étoile du Nord
- 1984 : Isabelle Adjani voor L'Été meurtrier
  - Fanny Ardant voor Vivement dimanche!
  - Nathalie Baye voor J'ai épousé une ombre
  - Nicole Garcia voor Les Mots pour le dire
  - Miou-Miou voor Coup de foudre
- 1985 : Sabine Azéma voor Un dimanche à la campagne
  - Jane Birkin voor La Pirate
  - Valérie Kaprisky voor La Femme publique
  - Julia Migenes voor Carmen
  - Pascale Ogier voor Les Nuits de la pleine lune
- 1986 : Sandrine Bonnaire voor Sans toit ni loi
  - Isabelle Adjani voor Subway
  - Juliette Binoche voor Rendez-vous
  - Nicole Garcia voor Péril en la demeure
  - Charlotte Rampling voor On ne meurt que deux fois
- 1987 : Sabine Azéma voor Mélo
  - Juliette Binoche voor Mauvais sang
  - Jane Birkin voor La Femme de ma vie
  - Béatrice Dalle voor 37°2 le matin
  - Miou-Miou voor Tenue de soirée
- 1988 : Anémone voor Le Grand Chemin
  - Sandrine Bonnaire voor Sous le soleil de Satan
  - Catherine Deneuve voor Agent trouble
  - Nastassja Kinski voor Maladie d'amour
  - Jeanne Moreau voor Le Miraculé
- 1989 : Isabelle Adjani voor Camille Claudel
  - Catherine Deneuve voor Drôle d'endroit pour une rencontre
  - Charlotte Gainsbourg voor La Petite Voleuse
  - Isabelle Huppert voor Une affaire de femmes
  - Miou-Miou voor La Lectrice

### Jaren 90
- 1990 : Carole Bouquet voor Trop belle pour toi
  - Sabine Azéma voor La Vie et rien d'autre
  - Josiane Balasko voor Trop belle pour toi
  - Emmanuelle Béart voor Les Enfants du désordre
  - Sandrine Bonnaire voor Monsieur Hire
- 1991 : Anne Parillaud voor Nikita
  - Nathalie Baye voor Un week-end sur deux
  - Anne Brochet voor Cyrano de Bergerac
  - Tsilla Chelton voor Tatie Danielle
  - Miou-Miou dans Milou en mai
- 1992 : Jeanne Moreau voor La Vieille qui marchait dans la mer
  - Emmanuelle Béart voor La Belle noiseuse
  - Juliette Binoche voor Les Amants du Pont-Neuf
  - Anouk Grinberg voor Merci la vie
  - Irène Jacob voor La double vie de Véronique
- 1993 : Catherine Deneuve voor Indochine
  - Anémone voor Le petit prince a dit
  - Emmanuelle Béart voor Un cœur en hiver
  - Juliette Binoche voor Fatale
  - Caroline Cellier voor Le Zèbre
- 1994 : Juliette Binoche voor Trois couleurs: Bleu
  - Sabine Azéma voor Smoking / No Smoking
  - Josiane Balasko voor Tout le monde n'a pas eu la chance d'avoir des parents communistes
  - Catherine Deneuve voor Ma saison préférée
  - Anouk Grinberg voor Un deux trois soleil
  - Miou-Miou voor Germinal
- 1995 : Isabelle Adjani voor La reine Margot
  - Anémone voor Pas très catholique
  - Sandrine Bonnaire voor Jeanne la pucelle
  - Isabelle Huppert voor La Séparation
  - Irène Jacob voor Trois couleurs: Rouge
- 1996 : Isabelle Huppert voor La cérémonie
  - Sabine Azéma voor Le bonheur est dans le pré
  - Emmanuelle Béart voor Nelly et Monsieur Arnaud
  - Juliette Binoche voor Le Hussard sur le toit
  - Sandrine Bonnaire voor La cérémonie
- 1997 : Fanny Ardant voor Pédale douce
  - Catherine Deneuve voor Les Voleurs
  - Charlotte Gainsbourg voor Love, etc.
  - Anouk Grinberg voor Mon homme
  - Marie Trintignant voor Le Cri de la soie
- 1998 : Ariane Ascaride voor Marius et Jeannette
  - Sabine Azéma voor On connaît la chanson
  - Marie Gillain voor Le Bossu
  - Sandrine Kiberlain voor Le Septième Ciel
  - Miou-Miou voor Nettoyage à sec
- 1999 : Élodie Bouchez voor La Vie rêvée des anges
  - Catherine Deneuve voor Place Vendôme
  - Isabelle Huppert voor L'École de la chair
  - Sandrine Kiberlain voor À vendre
  - Marie Trintignant voor Comme elle respire

### Jaren 2000
- 2000 : Karin Viard voor Haut les coeurs !
  - Nathalie Baye voor Vénus beauté (institut)
  - Sandrine Bonnaire voor Est-Ouest
  - Catherine Frot voor La dilettante
  - Vanessa Paradis voor La Fille sur le pont
- 2001 : Dominique Blanc voor Stand-by
  - Emmanuelle Béart voor Les destinées sentimentales
  - Juliette Binoche voor La Veuve de Saint-Pierre
  - Isabelle Huppert voor Saint-Cyr
  - Muriel Robin voor Marie-Line
- 2002 : Emmanuelle Devos voor Sur mes lèvres
  - Catherine Frot voor Chaos
  - Isabelle Huppert voor La Pianiste
  - Charlotte Rampling voor Sous le sable
  - Audrey Tautou voor Le fabuleux destin d'Amélie Poulain
- 2003 : Isabelle Carré voor Se souvenir des belles choses
  - Fanny Ardant voor 8 femmes
  - Ariane Ascaride voor Marie-Jo et ses deux amours
  - Juliette Binoche voor Décalage horaire
  - Isabelle Huppert voor 8 femmes
- 2004 : Sylvie Testud voor Stupeurs et tremblements
  - Josiane Balasko voor Cette femme-là
  - Nathalie Baye voor Les sentiments
  - Isabelle Carré voor Les sentiments
  - Charlotte Rampling voor Swimming Pool
- 2005 : Yolande Moreau voor Quand la mer monte...
  - Maggie Cheung voor Clean
  - Emmanuelle Devos voor Rois et reine
  - Audrey Tautou voor Un long dimanche de fiançailles
  - Karin Viard voor Le Rôle de sa vie
- 2006 : Nathalie Baye voor Le petit lieutenant
  - Isabelle Carré voor Entre ses mains
  - Anne Consigny voor Je ne suis pas là pour être aimé
  - Isabelle Huppert voor Gabrielle
  - Valérie Lemercier voor Palais Royal !
- 2007 : Marina Hands voor Lady Chatterley
  - Cécile de France voor Fauteuils d'orchestre
  - Cécile de France voor Quand j'étais chanteur
  - Catherine Frot voor La tourneuse de pages
  - Charlotte Gainsbourg voor Prête-moi ta main
- 2008 : Marion Cotillard voor La Môme
  - Marina Foïs voor Darling
  - Catherine Frot voor Odette Toulemonde
  - Isabelle Carré voor Anna M.
  - Cécile de France voor Un secret
- 2009 : Yolande Moreau voor Séraphine
  - Catherine Frot voor Le crime est notre affaire
  - Kristin Scott Thomas voor Il y a longtemps que je t'aime
  - Tilda Swinton voor Julia
  - Sylvie Testud voor Sagan

### Jaren 2010
- 2010: Isabelle Adjani voor La Journée de la jupe
  - Dominique Blanc voor L'Autre
  - Sandrine Kiberlain voor Mademoiselle Chambon
  - Kristin Scott Thomas voor Partir
  - Audrey Tautou voor Coco avant Chanel
- 2011: Sara Forestier voor Le Nom des gens
  - Isabelle Carré voor Les Émotifs anonymes
  - Catherine Deneuve voor Potiche
  - Charlotte Gainsbourg voor L'Arbre
  - Kristin Scott Thomas voor Elle s'appelait Sarah
- 2012: Bérénice Bejo voor The Artist
  - Ariane Ascaride voor Les neiges du Kilimandjaro
  - Leïla Bekhti voor La source des femmes
  - Valérie Donzelli voor La guerre est déclarée
  - Marina Foïs voor Polisse
  - Marie Gillain voor Toutes nos envies
  - Karin Viard voor Polisse
- 2013: Emmanuelle Riva voor Amour
  - Marion Cotillard voor De rouille et d'os
  - Catherine Frot voor Les Saveurs du palais
  - Noémie Lvovsky voor Camille redouble
  - Corinne Masiero voor Louise Wimmer
  - Léa Seydoux voor Les Adieux à la reine
  - Hélène Vincent voor Quelques heures de printemps
- 2014: Sandrine Kiberlain - 9 mois ferme
  - Fanny Ardant - Les Beaux Jours
  - Bérénice Bejo - Le Passé
  - Catherine Deneuve - Elle s'en va
  - Sara Forestier - Suzanne
  - Emmanuelle Seigner - La Vénus à la fourrure
  - Léa Seydoux - La Vie d'Adèle
- 2015: Adèle Haenel - Les Combattants
  - Juliette Binoche - Clouds of Sils Maria
  - Catherine Deneuve - Dans la cour
  - Marion Cotillard - Deux jours, une nuit
  - Émilie Dequenne - Pas son genre
  - Sandrine Kiberlain - Elle l'adore
  - Karin Viard - La Famille Bélier
- 2016: Catherine Frot - Marguerite
  - Loubna Abidar - Much Loved
  - Emmanuelle Bercot - Mon roi
  - Cécile de France - La Belle Saison
  - Catherine Deneuve - La Tête haute
  - Isabelle Huppert - Valley of Love
  - Soria Zeroual - Fatima
- 2017: Isabelle Huppert - Elle
  - Judith Chemla - Une vie
  - Marion Cotillard - Mal de pierres
  - Virginie Efira - Victoria
  - Marina Foïs - Irréprochable
  - Sidse Babett Knudsen - La Fille de Brest
  - Soko - La Danseuse
- 2018: Jeanne Balibar - Barbara
  - Juliette Binoche - Un beau soleil intérieur
  - Emmanuelle Devos - Numéro une
  - Marina Foïs - L'Atelier
  - Charlotte Gainsbourg - La Promesse de l'aube
  - Karin Viard - Jalouse
  - Doria Tillier - Monsieur et Madame Adelman
- 2019: Léa Drucker - Jusqu'à la garde
  - Élodie Bouchez - Pupille
  - Cécile de France - Mademoiselle de Joncquières
  - Virginie Efira - Un amour impossible
  - Adèle Haenel - En liberté !
  - Sandrine Kiberlain - Pupille
  - Mélanie Thierry - La Douleur

### Jaren 2020
- 2020: Anaïs Demoustier - Alice et le Maire
  - Eva Green - Proxima
  - Adèle Haenel - Portrait de la jeune fille en feu
  - Chiara Mastroianni - Chambre 212
  - Noémie Merlant - Portrait de la jeune fille en feu
  - Doria Tillier - La Belle Époque
  - Karin Viard - Chanson douce
- 2021: Laure Calamy - Antoinette dans les Cévennes
  - Martine Chevallier - Deux
  - Virginie Efira - Adieu les cons
  - Camélia Jordana - Les Choses qu'on dit, les choses qu'on fait
  - Barbara Sukowa - Deux
- 2022: Valérie Lemercier - Aline
  - Leïla Bekhti - Les Intranquilles
  - Valeria Bruni Tedeschi - La Fracture
  - Laure Calamy - Une femme du monde
  - Virginie Efira - Benedetta
  - Vicky Krieps - Serre moi fort
  - Léa Seydoux - France